# Sophie Wilhelmine Mosewius
Sophie Wilhelmine Mosewius (geb. Müller) (* 5. April 1790, anderes Datum 5. April 1792 in Berlin; † 21. Januar 1825 in Breslau) war eine deutsche Sängerin.

## Leben
Sophie Wilhelmine Mosewius betrat im Alter von vierzehn Jahren 1804 die Bühne als Sängerin im  Chor des Königlichen Nationaltheaters (heute Schauspielhaus) in Berlin.
Der Chordirektor Johann Heinrich Leidel (1761–1839) teilte ihr bereits nach kurzer Zeit kleine Solopartien zu; so sang sie unter anderem in der Oper Armide von Christoph Willibald Gluck den Sologesang der Naïade, worauf das Publikum auf sie aufmerksam wurde.
August Wilhelm Iffland, der Direktor des Theaters, hätte sie gerne für seine Bühne behalten, sie folgte jedoch dem Wunsch ihres Onkels Joseph Streber (1763–1828), der damals erster Tenor in Königsberg war und ihr eine Anstellung beim dortigen Theaterdirektor Carl Steinberg (1757–1811) vermittelt hatte. Ihren ersten Auftritt im Stadttheater Königsberg hatte sie als Lieschen in Das Milchmädchen und die beiden Jäger von Egidio Romualdo Duny am 28. Juli 1805. Ihr Onkel bildete sie für den tragenden einfach Gesang aus und hierbei war ihr Vorbild die Sängerin Margarete Luise Schick.
1809 begann sie, weil ihre Stimme an Kraft und Höhe gewonnen hatte, Bravourpartieen zu singen. In dieser Zeit wurde das Königshaus auf sie aufmerksam und lud sie zu Unterhaltungen am Hof ein, die in gesellschaftlicher Form gegeben wurden.
Nach der ersten Aufführung der Oper Sargines ou L’Elève de l’amour von Nicolas Dalayrac, erhielt sie 1809 einen solch großen Beifall, dass der damalige Direktor der Königsberger Bühne, Anton Schwartz (1766–1830), ihr unaufgefordert eine bedeutende Gehaltszulage gewährte und sie als erste Sängerin anstellte. Während dieser Aufführung war der preußische Königshof, der wegen der Napoleonischen Kriege von Berlin nach Königsberg geflüchtet war, anwesend.
Während ihres Aufenthaltes lernte sie ihren späteren Ehemann, den Sänger Johann Theodor Mosewius kennen, der kurz zuvor bei Antonio Casimir Cartellieri Gesangsunterricht erhalten hatte, und sein erworbenes Wissen nun an seine spätere Ehefrau weitergab.
Am 19. Mai 1810 heiratete sie Johann Theodor Mosewius und unternahm im darauffolgenden Jahr eine Reise nach Berlin, um ihre Eltern zu besuchen; hierbei sollte sie auch einen sechsmonatigen Unterricht bei Vincenzo Righini erhalten, dieses musste jedoch aufgrund anderer Aufgaben des Gesangslehrers entfallen. Während ihres Aufenthaltes in Berlin gastierte sie am Nationaltheater als Konstanze in der Die Entführung aus dem Serail und als Königin der Nacht in Die Zauberflöte, jeweils von Wolfgang Amadeus Mozart.
Nach ihrer Rückkehr im Januar 1812 nach Königsberg trat sie bis zum August 1816 nicht nur als Sängerin, sondern auch als Schauspielerin auf; August von Kotzebue erwähnte sie mehrmals lobend. In dem neuen Königsberger Theater kam ihre volle Bruststimme zur Geltung, denn in dem neuen Saal konnte sich die Größe und Kraft ihrer Sopranstimme (messa di voce) im vollsten Glanz zeigen.
Im August 1816 wechselte sie mit ihrem Ehemann an das Breslauer Theater, der dort die Opernsparte leitete. In der Erstaufführung des Der Freischütz von Carl Maria von Weber sang sie am 20. November 1821 das Ännchen.
Am 8. Dezember 1824 trat sie, trotz einer heftigen Fieberattacke, in der Aula Leopoldina auf und sang; von diesem Tag an erlitt sie mehrere tägliche Fieberschübe.
Als das Theater von dem Kapellmeister Gottlob Benedict Bierey gepachtet und dieser Direktor wurde, kam es Weihnachten 1824 zu einem Zerwürfnis zwischen ihrem Ehemann und Gottlob Benedict Bierey; bei ihr und ihrem Ehemann   wurde ihr Vertrag, der Ende 1824 auslief, nicht verlängert, sodass sie ihre Anstellung dort verloren.
Ohne dass sie ihre Gesundheit zurückerlangte, verstarb sie am 21. Januar 1825 an einem Lungenödem.
Mit ihrem Ehemann hatte sie mehrere Kinder, von denen einige früh verstorben waren und fünf überlebten. Die älteste Tochter war die Sängerin und Malerin Marie Amalia, genannt Emilie Mosewius (1816–1893), die zeitlebens unverheiratet blieb und viele Jahre in Berlin, später in Dresden als Porträtmalerin lebte. Die zweitälteste Tochter Anna heiratete 1849 den Mosewius-Schüler und Pastor in Rackwitz, Gottlieb Überscheer, der am 22. Mai 1858 in geistiger Umnachtung starb. Ein Sohn Julius Albert Max Mosewius (1823–1872) verstarb als Gesangslehrer in Reval.